# Сныть
Сныть, или шни́тка (лат. Aegopodium) — род многолетних травянистых растений семейства Зонтичные.

## Биологическое описание

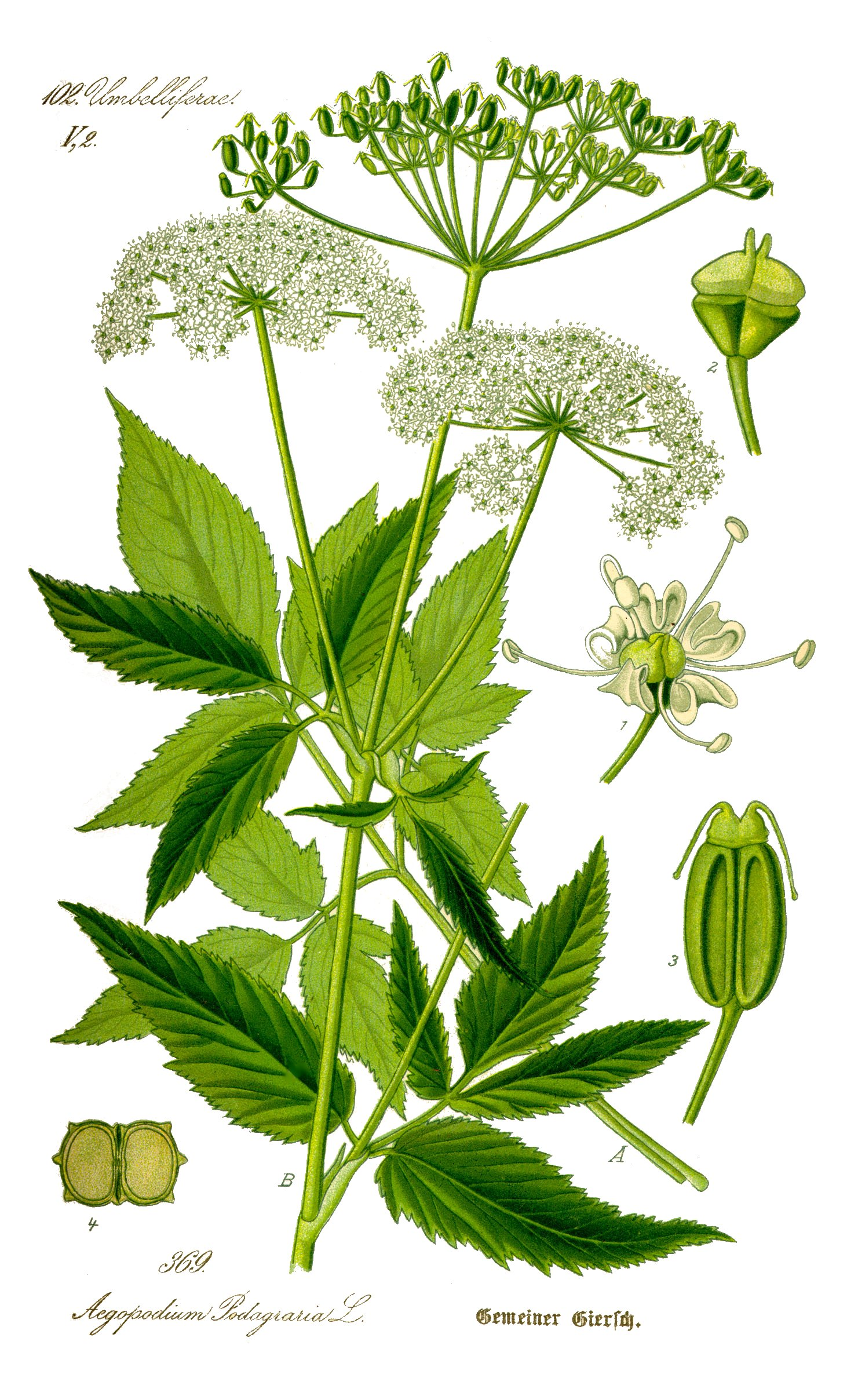

Листья на длинных черешках, дважды тройчатые или тройчатоперистые. Листочки — продолговато-яйцевидные, пильчатые по краям.
Соцветия — зонтики и зонтички, без листочков обёртки и обёрточек.
Цветки мелкие, белые, редко розовые. Тычинок пять. Под пологом леса сныть обычно не цветёт.
Плоды сжатые с боков, с тонкими нитевидными рёбрами.

## Распространение и экология
Типовой вид сныти распространён в Европе (от Норвегии на севере до Корсики на юге и от Нидерландов на западе до Уральских гор на востоке), в Закавказье, и в Азии (Турция, Средняя Азия).
В России — обыкновенное растение в европейской части и на Северном Кавказе, а также в Восточной и Западной Сибири.
Сныть хорошо растёт только на плодородных почвах, богатых гумусом и элементами минерального питания (эвтрофное растение).
В ельниках-кисличниках на богатых свежих суглинках и супесях растёт вместе с кислицей, майником, папоротниками.
Под пологом леса ранней весной, до распускания листьев древесного яруса, сныть физиологически светолюбива, а летом, при сомкнувшемся пологе, — теневынослива.
Часто встречается как сорное в садах, парках и на огородах.

## Хозяйственное значение и применение
- Молодые листья сныти пригодны в пищу. Их добавляют в супы, щи, окрошки, салаты, борщи вместо капусты, а также маринуют, солят, заквашивают, сушат и используют для придания блюдам своеобразного аромата[7][к 1][к 2].
- Сныть — медоносное растение.
- В медицине сныть применялась для лечения подагры[9].

## Таксономия
Род Сныть входит в семейство Зонтичные (Apiaceae) порядка Зонтикоцветные  (Apiales). Кладограмма в соответствии с Системой APG IV:
|  |                                      |  |                                   |                                   |                     |  | ещё 6 семейств |               |               |                                                                   |
|  |                                      |  |                                   |                                   |                     |  |                |               |               | в род включается 11 видов и 3 таксона с неопределенным положением |
|  |                                      |  |                                   | порядок Зонтикоцветные            |                     |  |                |               | род Сныть     |                                                                   |
|  |                                      |  |                                   | порядок Зонтикоцветные            |                     |  |                |               | род Сныть     |                                                                   |
|  | отдел Цветковые, или Покрытосеменные |  |                                   |                                   | семейство Зонтичные |  |                |               |               |                                                                   |
|  | отдел Цветковые, или Покрытосеменные |  |                                   |                                   |                     |  |                |               |               |                                                                   |
|  |                                      |  | ещё 63 порядка цветковых растений | ещё 63 порядка цветковых растений |                     |  |                | ещё 447 родов | ещё 447 родов |                                                                   |
|  |                                      |  |                                   | ещё 63 порядка цветковых растений |                     |  |                |               | ещё 447 родов |                                                                   |

## Виды
- Aegopodium alpestre Ledeb. — Сныть альпийская, или Сныть горная
- Aegopodium burttii Nasir
- Aegopodium decumbens (Thunb.) Pimenov & Zakharova
- Aegopodium handelii H.Wolff
- Aegopodium henryi Diels
- Aegopodium kashmiricum (R.R.Stewart ex Dunn) Pimenov — Сныть кашмирская
- Aegopodium komarovii (Karjagin) Pimenov & Zakharova — Сныть Комарова, или Тмин Комарова
- Aegopodium latifolium Turcz. — Сныть широколистная
- Aegopodium podagraria L. typus[11] — Сныть обыкновенная
- Aegopodium tadshikorum Schischk. — Сныть таджикская, или Сныть таджиков
- Aegopodium tribracteolatum Schmalh. — Сныть трехприцветничковая, или Бедренец купыревидный